# Okay Yokuşlu
Okay Yokuşlu (İzmir, 9 maart 1994) is een Turks voetballer die doorgaans als middenvelder speelt. Hij tekende in 2024 bij Trabzonspor. Yokuşlu debuteerde in 2015 in het Turks voetbalelftal.

## Clubcarrière
Op 27 juni 2011 verruilde Yokuşlu Altay Izmir voor Kayserispor. Kayserispor betaalde één miljoen euro voor de 17-jarige Yokuşlu. Hij maakte op 16 september 2011 zijn debuut in de Süper Lig, in een met 0–1 verloren thuiswedstrijd tegen Antalyaspor. Op het einde van het seizoen 2013/14 degradeerde Yokuşlu met Kayserispor naar de TFF 1. Lig. Na 1 seizoen in de Turkse tweede klasse werd Yokuşlu in 2015 verkocht aan Trabzonspor waarvoor hij 3 seizoenen zou uitkomen om dan in de zomer van 2018 de overstap te maken naar Celta de Vigo. Begin 2021 werd Yokuşlu uitgeleend aan West Bromwich Albion waarvoor hij 16 wedstrijden speelde maar de degradatie van West Bromwich naar de Football League Championship niet kon vermijden. Hij werd het jaar erna nog verhuurd aan Getafe CF. In de zomer van 2022 vernietigde hij zijn contract met Celta di Vigo en tekende later bij West Bromwich Albion. Medio 2024 keerde hij terug naar Trabzonspor, van waar hij in 2018 vertrok naar het buitenland.

## Interlandcarrière
Yokuşlu kwam uit voor Turkije –15, Turkije –16, Turkije –17, Turkije –19 en Turkije –20. Hij debuteerde in 2012 in Turkije -21. Bondscoach Fatih Terim selecteerde hem in oktober 2015 voor het Turks voetbalelftal voor twee EK-kwalificatiewedstrijden tegen IJsland en Tsjechië, maar gaf hem geen plaats in het elftal. In een oefeninterland tegen Griekenland (0–0) op 17 november 2015 maakte hij wel zijn debuut; een kwartier voor tijd verving hij Olcay Şahan. Yokuşlu werd opgenomen in de Turkse selectie voor het EK 2020 en het EK 2024.
1 Çakır  ·
4 Türkmen ·
5 Lundstram ·
6 Mendy ·
7 Višća ·
9 Nwakaeme ·
10 Cham ·
11 Tufan ·
15 Savić ·
17 Banza ·
22 Zoebkov ·
23 Güneş ·
25 Çevikkan ·
29 Saatçı ·
35 Yokuşlu ·
44 Batagov ·
54 Tepe ·
61 Çanak ·
74 Malkoçoğlu ·
77 Boşluk ·
90 Yıldırım ·
99 Oršić ·
Coach: Tekke
1 Günok ·
2 Çelik ·
3 Demiral ·
4 Söyüncü ·
5 Yokuşlu ·
6 Tufan ·
7 Ünder ·
8 Toköz ·
9 Karaman ·
10 Çalhanoğlu ·
11 Yazıcı ·
12 Bayındır ·
13 Meraş ·
14 Antalyalı ·
15 Kabak ·
16 Ünal ·
17 B. Yılmaz  ·
18 R. Yılmaz ·
19 Kökçü ·
20 Ömür ·
21 Kahveci ·
22 Ayhan ·
23 Çakır ·
24 Aktürkoğlu ·
25 Müldür ·
26 Dervişoğlu ·
Coach: Güneş
1 Günok ·
2 Çelik ·
3 Demiral ·
4 Akaydın ·
5 Yokuşlu ·
6 Kökçü ·
7 Aktürkoğlu ·
8 Güler ·
9 Tosun ·
10 Çalhanoğlu  ·
11 Yazıcı ·
12 Bayındır ·
13 Kaplan ·
14 Bardakcı ·
15 Özcan ·
16 Yüksek ·
17 Kahveci ·
18 Müldür ·
19 Yıldız ·
20 Kadıoğlu ·
21 Yılmaz ·
22 Ayhan ·
23 Çakır ·
24 Kılıçsoy ·
25 Akgün ·
26 Yıldırım ·
Coach: Montella